# William Rexer
William Rexer II (* 1964) ist ein US-amerikanischer Kameramann.

## Leben
William Rexer II wurde als Sohn des Theaterproduzenten Robert W. Rexer (1922–2009) und Francine Rexer-Barrera geboren. Er beendete 1986 sein Studium am Dartmouth College. Anschließend arbeitete er als Kameramann für Werbespots, Dokumentar- und Independentfilme. Seitdem er als Kameramann für die Filmkomödie Couchgeflüster – Die erste therapeutische Liebeskomödie arbeitete, drehte er unter anderem weiter Komödien wie Ich glaub, ich lieb meine Frau, Zufällig verheiratet und Friends with Kids.
Seit 2001 ist Rexer mit der Dokumentarfilmerin Jessica Brennan verheiratet.

## Filmografie (Auswahl)
- 1997: Ungemachte Betten (Unmade Beds)
- 1999: Meine italienische Reise (Il mio viaggio in Italia)
- 1999: Private Schwänze (Private Dicks: Men Exposed)
- 2004: Fahrenheit 9/11
- 2005: Couchgeflüster – Die erste therapeutische Liebeskomödie (Prime)
- 2006: Die Freunde des Bräutigams – The Boys are Back in Town (The Groomsmen)
- 2007: Die Todesreiter von Darfur (The Devil Came on Horseback)
- 2007: Ich glaub, ich lieb meine Frau (I Think I Love My Wife)
- 2008: Zufällig verheiratet (The Accidental Husband)
- 2010: The Right Bride – Meerjungfrauen ticken anders (Ceremony)
- 2011: Friends with Kids
- 2013: Movie 43 (In den Kapiteln „Homeschooled“, „Veronica“ und „iBabe“)
- 2015: Public Morals (Serie, 10 Episoden)